# Moneda provincial romana
La moneda provincial romana fue la moneda acuñada dentro del Imperio romano por las autoridades cívicas locales en lugar de las imperiales. Estas monedas fueron, a menudo, continuaciones de las monedas originales que existían antes de la llegada de los romanos. Dado que muchas de ellas se acuñaron en las zonas griegas del imperio, hasta hace poco solían denominarse monedas imperiales griegas, y se catalogaban al final de las listas de monedas acuñadas por las ciudades griegas.
Cuando una nueva región territorial era asimilada al Imperio romano, a menudo se permitía la continuidad de las monedas locales preexistentes por una cuestión de conveniencia. Además, se solía autorizar a las nuevas colonias el acuñar monedas de bronce. Estas monedas provinciales prácticamente sólo eran utilizadas por los habitantes locales para el comercio local, ya que su valor intrínseco solía ser muy inferior al de la moneda imperial romana.

## Características
Se emitieron monedas provinciales en denominaciones de plata, vellón y bronce, aunque nunca de oro. La mayoría eran de bronce. Las monedas de plata y vellón fueron más comunes en las regiones orientales del Imperio, especialmente en Alejandría. En general, la emisión de monedas de plata estaba controlada directamente por Roma. El monopolio del denario se utilizó para controlar y dirigir la economía, además de dar al gobierno imperial cierta influencia en toda las partes del Imperio. Algunas monedas que circulaban en las regiones orientales del Imperio podían haber sido acuñadas en la ceca de Roma.

## Denominaciones
Las monedas de bronce tenían denominaciones que desconocemos, pero algunas pueden haber sido óbolos o calcos griegos, mientras que otras eran ases o sestercios con leyendas escritas en alfabeto griego o en alfabeto latino, según la zona en la que circulasen.
Aunque desconocemos el nombre de las monedas, en su mayoría, solo circulaban a nivel local, ya que su valor era muy bajo. Sin embargo, un análisis de su estado sugiere que su circulación perduró mucho tiempo.

## Emisiones
Hacia el año 210 a. C., Roma controlaba todas las ciudades griegas de la región de la Magna Grecia. A principios del siglo siguiente se aprecia una clara influencia romana en la acuñación griega. Tanto la iconografía como el estilo de las monedas habían cambiado. Las monedas griegas de este periodo pueden clasificarse como los primeros ejemplos de moneda provincial romana.
En la época imperial había más de 600 cecas provinciales, repartidas por todo el Imperio, con especial concentración en las zonas orientales.
Las principales ciudades provinciales, como Corinto o Antioquía, tenían sus propias fábricas de moneda. Algunas cecas emitían monedas sólo para sus ciudades (Viminacium), mientras que otras lo hacían para toda la provincia (por ejemplo, Moesia). Hay varias ciudades conocidas por sus monedas, ya que no hay mención histórica de ellas.

## Galería
|                                                                                       |
| Dracma de Alejandría. Anv: Busto de Alejandro Severo, 222-235. Rev: Busto de Asclepio |

|                                                    |
| Moneda de Adriano celebrando la provincia de Acaya |

|                                                     |
| Moneda de Adriano celebrando la provincia de Egipto |